# هایلند ویلیج (تگزاس)
هایلند ویلیج، تگزاس(به انگلیسی: Highland Village, Texas) شهری در ایالت تگزاس از ایالات جنوبی ایالات متحده آمریکا است. در سرشماری سال ۲۰۰۰، جمعیت این شهر ۱۲۱۷۳ نفر اعلام شد.